# مالاوات پورنا
مالاوات پورنا (انگلیسی: Malavath Purna؛ زادهٔ ۱۰ ژوئن ۲۰۰۰) کوهنورد اهل هند است.